# Ryoliet
| Ryoliet                          | Ryoliet | Ryoliet                | Ryoliet         | Ryoliet           |
| -------------------------------- | ------- | ---------------------- | --------------- | ----------------- |
|                                  |         |                        |                 |                   |
| Indeling der stollingsgesteenten |         |                        |                 |                   |
|                                  | % SiO2  | uitvloeings- gesteente | gang- gesteente | diepte- gesteente |
| felsisch                         | >~70    | ryoliet                | granofier       | graniet           |
| felsisch                         | ~70-63  | daciet                 | granodioriet    | granodioriet      |
| intermediair                     | 63-52   | andesiet               | dioriet         | dioriet           |
| mafisch                          | 52-45   | basalt                 | doleriet        | gabbro            |
| ultramafisch                     | <45     | komatiiet              | peridotiet      | peridotiet        |

Ryoliet, of verouderd lipariet, is een op graniet lijkend vulkanisch stollingsgesteente met een felsische samenstelling. Het is een uitvloeiingsgesteente en bestaat voor meer dan 68% uit silica. De naam ryoliet is gevormd uit de Griekse woorden ῤεῖν (rheîn), stromen, en λίθος (líthos), steen.

## Eigenschappen
Ryoliet heeft, als gevolg van het extrusieve ontstaan van het gesteente, kleine kristallen. Bij uitvloeiingsgesteenten koelt het aan het aardoppervlak gekomen magma (en vanaf dat moment lava genoemd) snel tot zeer snel af, waardoor er geen tijd is voor de mineralen om grote kristallen te ontwikkelen.
Ryoliet bestaat doorgaans uit de mineralen kwarts, kaliveldspaat en plagioklaas. Sporen van meer mafische mineralen als biotiet, amfibool en pyroxeen kunnen aanwezig zijn in ryolieten. Door het hoge silicapercentage in ryoliet, is het gesmolten gesteente erg viskeus (stroperig). Hierdoor zullen lavastromen met een ryolietsamenstelling veel minder mobiel zijn dan de laag viskeuze mafische en daardoor snelstromende basalten.
Als ryoliet zo snel afkoelt dat het helemaal geen kristallen kan vormen, wordt gesproken van een vitrofier, of vulkanisch glas. De bekendste variant hiervan is obsidiaan.

## Voorkomen

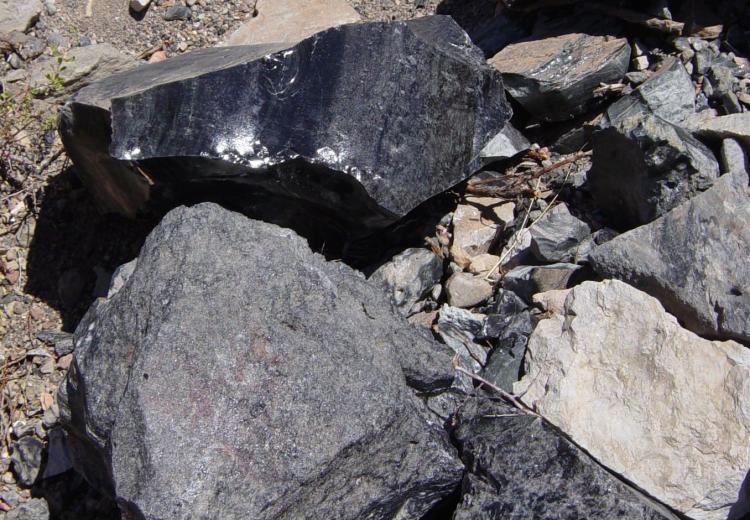
Bovenste zwarte steen is obsidiaan, daaronder puimsteen en rechtsonder het licht gekleurde ryoliet.

Ryolieten komen overal voor waar hoog viskeuze magma ondanks de stroperigheid toch het aardoppervlak kan bereiken en snel stollen. De diepere varianten van ryoliet zijn het ganggesteente granofier en het dieptegesteente graniet. Ryoliet, dat in het Japans ook wel koga genoemd wordt, komt voor in heuvels van de Schotse vallei Glen Coe zoals de Buachaille Etive Mòr, in Niijima, Japan en het Italiaanse Lipari. Ook op het Nieuw-Zeelandse Noordereiland en in IJsland komen ryoliet-vulkanen voor.
Door de minerale samenstelling is ryoliet veelal licht van kleur. Ook kan deze kleur variëren, van wit via roze tot lichtgroen aan toe. Ryoliet heeft als het maar een sprankje licht ontvangt een zeer heldere kleur in het landschap, soms zelfs zo helder dat het lijkt alsof het licht uitzendt. Mooie voorbeelden hiervan zijn onder meer te vinden op Landmannalaugar, een gebied op IJsland.